# Monte Carlo Automobile
La Monte Carlo Automobile, società che ha prodotto un'automobile sportiva. Fondata nel 1983, è stata l'unica azienda monegasca di questo tipo fino al trasferimento a Monte Carlo della proprietà della Venturi.

## Storia
La casa fu fondata dall'imprenditore italiano Fulvio Maria Ballabio, pilota automobilistico e campione di motonautica off-shore. Tuttora Ballabio dirige l'azienda, a parte brevi passaggi di mano.
L'intento del fondatore era quello di costruire una vettura speciale sotto diversi aspetti, e questo per festeggiare i cento anni dell'Automobile Club de Monaco fondato nel 1890.
Tale vettura, che fu anche l'unica vettura concepita e messa in produzione dalla casa monegasca, fu la Montecarlo GTB Centenaire, vettura realizzata principalmente con fibra di carbonio, motorizzata con un 12 cilindri Lamborghini e di cui era prevista una produzione di centinaia di esemplari; in realtà è stata prodotta in soli cinque esemplari in quanto non riscosse il successo previsto. La produzione, iniziata nel 1989, si interruppe quindi l'anno successivo, nel 1990.
Negli anni successivi sono state presentate, modificate sulla base delle GTB Centenaire invendute, diverse versioni ad unico esemplare; al Salone dell'automobile di Los Angeles il modello Montecarlo GTB (Gran Turismo Ballabio). Di questa versione è stata presentata anche una versione targa e al Salone dell'automobile di Torino una variante spider denominata Beau Rivage.
Nel 1993 sono state trasformate in due versioni per la 24 ore di Le Mans denominate MIG 100. Nel maggio 2014 una delle due Monte Carlo GTB Centenaire è stata venduta dal costruttore in asta al miglior offerente.
Nel 1995, la Montecarlo Automobile venne acquistata dal gruppo Aixam Mega che costruì e commerciò alcune vetture derivate dalla Centenaire denominate Mega-Montecarlo, equipaggiate con motori Mercedes V12. Anche in questo caso la produzione non decollò e l'azienda passò nuovamente di mano ritornando al suo fondatore e a un team di collaboratori Italiani.
Nel 2008 è stato presentato un prototipo, il Montecarlo ALA 50, concepito per festeggiare il cinquantesimo compleanno del Principe Alberto II di Monaco. Il nome stesso dell'autovettura è l'acronimo di Albert, Anniversaire e 50. Questo prototipo in versione statica era esposto al museo dell'automobile a Monte Carlo.
In seguito in Italia presso la Bellasi di Novara è stata realizzata la Monte Carlo Automobile Quadrifuel: equipaggiata con un motore V6 Alfa Romeo, quest'unico esemplare da competizione doveva essere alimentata con GPL, con metano, con benzina e con bioetanolo grazie anche a quattro serbatoi separati, uno per ogni tipo di carburante, anche se per mancanza di spazio non furono mai installati 4 serbatoi. Nel 2010 ha preso parte alla FIA Alternative Energies Cup, il 29 agosto sul circuito Daniel Bonara di Franciacorta (BS). Fulvio Ballabio ha più volte presentato ed annunciato la realizzazione di una produzione di 20-25 vetture, ma anche in questo caso non ci fu alcun seguito produttivo. Successivamente fu trasformata in Monte Carlo Chiti Coda Lunga con alimentazione a metano. Il 9 maggio 2014 in monaco è stata venduta dal costruttore, al miglior offerente tramite asta organizzata da Coy's.
Il 25 marzo 2012 una nuova vettura GT denominata Montecarlo/BRC, molto simile alla Quadrifuel, equipaggiata di un motore W12 derivato da Audi-Volkswagen-Bentley alimentata a GPL, nata dalla collaborazione con il gruppo BRC Gas Equipment, ha partecipato alla 4 ore di Monza ottenendo l'ottava posizione assoluta. Concorrendo alla competizione come sola vettura ammessa con deroga ai regolamenti. Di questo modello è prevista una versione stradale che sarà presentato e commercializzato nel 2013 per festeggiare i trent'anni della casa monegasca. Anche in questo caso non si andò oltre l'annunciata produzione.
Nel 2013 venne presentata la Monte Carlo Rascasse, una riedizione di un prototipo artigianale già denominato Lavazza GT-X realizzato nel 2008-2009. Quest'unico esemplare è stato venduto l'anno successivo tramite un'asta, insieme ad altre creazioni della casa automobilistica.